# Усадьба по улице Малая Ямская, 29
Усадьба по улице Малая Ямская, 29 — памятник градостроительства и архитектуры в историческом центре Нижнего Новгорода. Построена в конце XIX века — 1906 году. Автор проекта не установлен.
Усадьба является частью застройки исторического района Большие Овраги. Представляет собой образец деревянной и каменно-деревянной архитектуры Нижнего Новгорода XIX — начала XX веков. 
В комплекс бывшей усадьбы входят два сохранившихся объекта культурного наследия: главный дом и дворовый флигель. Оба здания украшает резное деревянное убранство, а на флигеле сохранились резные элементы в виде процветшего папоротника, выполненные в чрезвычайно редкой технике глухой народной резьбы.                 

## История
Малая Ямская улица в Нижнем Новгороде, пролегающая от улицы Маслякова (бывшей Прядильной) параллельно Ильинской улице до Окского съезда, сохранила историческую застройку. В средние века данная территория была вне черты города за пределами Большого острога — дерево-земляного укрепления, возведённого в XVI веке, примыкая к издавна заселённому ямщиками району Ильинской улицы. В дальнейшем район Малой Ямской улицы получил развитие в XVIII веке, что было связано с Генеральным размежеванием города 1784—1787 годов, предвестником первого регулярного плана города. Тогда же ямщицкие дворы на Ильиной горе решили впервые обложить налогом, а не желавшим платить подати предписали селиться на бывших выгонных землях. Вследствие, в 1799 году вдоль Муромско-Московской дороги возникла новая Ямская слобода, были проложены и частично застроены Большая и Малая Ямская улицы. 
Между городской застройкой и Ямской слободой долго сохранялся значительный разрыв, который ликвидировали только к 1825 году, когда жители слободы, по приговору городского общества, были приняты в большинстве своём в мещанское сословие Нижнего Новгорода. Довольно долгое время территория бывшей слободы была окраиной города, сосредоточием небогатого мещанства, но постепенно состояние её жителей росло и территория застраивалась всё плотнее и более добротными домами. В начале XX века здесь строили дачи представители нижегородской интеллигенции.
Домовладение № 29 по улице Малой Ямской представляло собой городскую усадьбу. В 1884 году она принадлежала гражданину Сахарову. Дом № 29 расположенный на красной линии улицы представлял собой главный дом усадьбы, на территории которой также располагались многочисленные деревянные постройки и службы, а также сохранившийся до наших дней дворовый флигель, построенный в 1906 году (№ 29а).
После установления советской власти главный дом и флигель усадьбы были приспособлены под квартиры.                  

## Архитектура
Усадьба является неотъемлемым элементом района Больших Оврагов — уникального историко-культурного и природно-ландшафтного градостроительного образования, с сохранившейся городской деревянной застройкой второй половины XIX — начала XX веков.
- Главный дом

Главный дом усадьбы представляет собой деревянное двухэтажное здание с примыкающей лестничной клеткой под вальмовой кровлей. В его облике сочетаются формы академической эклектики и традиционные приёмы народного деревянного зодчества: поэтажные лопатки, декорированные прямоугольными и фигурными филенками; рамочные оконные наличники первого этажа с резными подоконными досками и наличники окон второго этажа с раскрепованными по бокам прямыми сандриками с декоративными резными орнаментами во фризе; профилированный венчающий карниз с фигурными кронштейнами; слуховое окно с филенчатыми пилястрами и лучковым фронтоном, в тимпане которого расположен орнамент в виде солярного знака. 
- Дворовый флигель

Представляет собой типичный пример небольшого жилого деревянного дома компактной планировки с поэтажными квартирами. Жилой объём и лестничная клетка покрыты вальмовой кровлей со слуховым окном. В облике здания гармонично сочетаются классицистические формы, элементы неорусского стиля и традиционные приёмы народного зодчества. Наличники окон первого этажа с прямыми профилированными сандриками и угловые лопатки дома декорированы резными накладными элементами, напоминающими ветви процветшего папоротника — некогда широко распространённый на территории Больших Оврагов, а сегодня стремительно исчезающий образец традиционного декора, выполненный в технике глухой народной резьбы. Наличники окон второго этажа украшены треугольными фронтонами, а обрезанные полукругом подоконные доски вызывают ассоциации с традиционным мотивом занавеса.                                                         